# Riba-roja de Túria
Riba-roja de Túria, en valencien et officiellement, (Ribarroja del Turia en castillan), est une commune d'Espagne de la province de Valence dans la Communauté valencienne. Elle est située dans la comarque du Camp de Túria et dans la zone à prédominance linguistique valencienne.

## Géographie

Localisation de Riba-roja de Túria
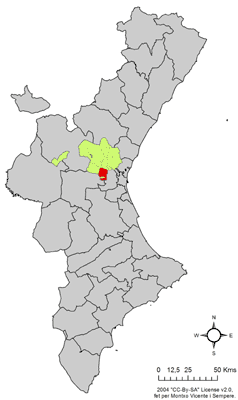
dans la Communauté valencienne.
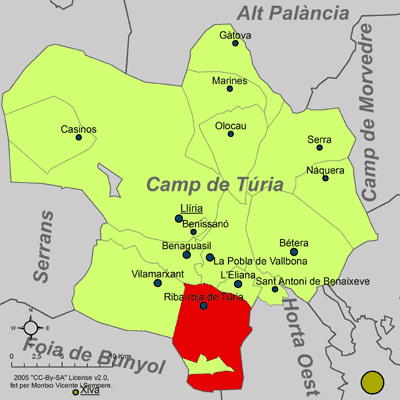
dans la comarque du Camp de Túria.

### Localités limitrophes
Le territoire communal de Riba-roja de Túria est voisin de celui des communes suivantes :
Benaguasil, Quart de Poblet, Cheste, Chiva, l'Eliana, Loriguilla, Manises, Paterna, La Pobla de Vallbona et Vilamarxant, toutes situées dans la province de Valence.

## Démographie
| 1990  | 1992  | 1994   | 1996   | 1998   | 2000   | 2002   | 2004   | 2005   | 2007   |
| ----- | ----- | ------ | ------ | ------ | ------ | ------ | ------ | ------ | ------ |
| 9 826 | 9 930 | 10 877 | 11 236 | 11 671 | 12 908 | 14 261 | 16 262 | 17 251 | 20 000 |

## Administration
Liste des maires, depuis les premières élections démocratiques.
| Législature | Nom du Maire                        | Parti politique |
| ----------- | ----------------------------------- | --------------- |
| 1979-1983   | Vicente Guzman / Joan Antoni Toledo | PSPV-PSOE       |
| 1983-1987   | Joan Antoni Toledo                  | PSPV-PSOE       |
| 1987-1991   | Joan Antoni Toledo                  | PSPV-PSOE       |
| 1991-1995   | Joan Antoni Toledo                  | PSPV-PSOE       |
| 1995-1999   | Francisco Tarazona Zaragozá         | PP              |
| 1999-2003   | Francisco Tarazona Zaragozá         | PP              |
| 2003-2007   | Francisco Tarazona Zaragozá         | PP              |
| 2007-2011   | Francisco Tarazona Zaragozá         | PP              |

## Économie
C'est dans cette commune qu'est produite la GTA Spano

### Sources
- (es) Cet article est partiellement ou en totalité issu de l’article de Wikipédia en espagnol intitulé « Ribarroja del Turia » (voir la liste des auteurs).
- (es) Varaciones de los municipios de España desde 1842, Ministerio de administraciones públicas, octobre 2008, 364 p. (lire en ligne) [PDF]